# Ајтерхофен
Ајтерхофен (њем. Aiterhofen) општина је у њемачкој савезној држави Баварска. Једно је од 37 општинских средишта округа Штраубинг-Боген. Према процјени из 2010. у општини је живјело 3.422 становника. Посједује регионалну шифру (AGS) 9278113.

## Географија
Ајтерхофен се налази у савезној држави Баварска у округу Штраубинг-Боген. Општина се налази на надморској висини од 339 метара. Површина општине износи 43,2 km².

## Становништво
У самом мјесту је, према процјени из 2010. године, живјело 3.422 становника. Просјечна густина становништва износи 79 становника/km².